# Lilla Karlsö
Lilla Karlsö – należąca do Szwecji wyspa na Morzu Bałtyckim, położona ok. 3 km na zachód od Gotlandii, o powierzchni ok. 940 ha. 
Cały obszar wyspy stanowi rezerwat przyrody. Hodowla owiec rasy Gute-sheep (współczesna odmiana rasy gotlandzkiej).
7 września 1957 do wyspy dopłynęła świerkowa tratwa Nord, płynąca z Łeby do Szwecji, prowadzona przez Andrzeja Urbańczyka, Stanisława Kostkę, Jerzego Fischbacha i Czesława Breita. Wyprawa opisana jest w książce Andrzeja Urbańczyka "Tratwą przez Bałtyk" (Iskry, Warszawa 1958).